# Ip Man 2
Ip Man 2 er en biografisk kampsport film baseret på livet af Ip Man, en stormester for kampsporten Wing Chun og lærer af Bruce Lee. Filmen blev instrueret af Wilson Yip, og har Donnie Yen i hovedrollen som Ip Man.

## Medvirkende
- Donnie Yen som Ip Man (葉問)
- Sammo Hung som Hung Chun-nam (洪震南)
- Huang Xiaomingsom Wong Leung (黃梁)
- Lynn Hung som Cheung Wing-sing (張永成)
- Simon Yam som Chow Ching-chuen (周清泉)
- Darren Shahlavi som Taylor "The Twister" Miler
- Li Chak som Ip Chun
- Ashton Chen som Tsui Sai-Cheong
- Kent Cheng som Fatso (肥波)
- Dennis To som Cheng Wai-kei (鄭偉基)
- Ngo Ka-nin som Leung Kan (梁根)
- Louis Fan som Kam Shan-Chau (金山找)
- Calvin Cheng som Chow Kwong-yiu (周光耀)
- Charles Mayer som Wallace
- Lo Mang som Master Law (羅師傅), Monkey Kung Fu master.
- Fung Hak-on som Master Cheng (鄭師傅), baguazhang master.
- Brian Burrell som emcee og oversætter af kampen.
- Jean Favie som dommer som ændrede kampens regler.